# Halina Dorda
Halina Dorda (czes. Halina Dordová; ur. 26 stycznia 1952 w Nawsiu) – czeska lekarka i polityczka polskiego pochodzenia, posłanka do Zgromadzenia Federalnego Czechosłowacji (1992). 

## Życiorys
Ukończyła studia na Wydziale Lekarskim Uniwersytetu Purkyně, po czym pracowała jako ordynator na oddziale rehabilitacji Sanatorium Przeciwgruźliczego i Chorób Płuc w Jabłonkowie. Działała w Komunistycznej Partii Czechosłowacji, następnie zaś w Komunistycznej Partii Czech i Moraw. W 1992 uzyskała mandat posłanki do Zgromadzenia Federalnego Czechosłowacji, który piastowała do momentu rozwiązania państwa czechosłowackiego w dniu 31 grudnia 1992. Po odejściu z parlamentu wróciła do praktyki lekarskiej, jednocześnie kilkakrotnie ubiegała się o mandat parlamentarzystki z ramienia komunistów (m.in. w wyborach senackich 1996 i 1998). 